# 舍福爾山
47°33′26″N 12°14′30″E / 47.55722°N 12.24167°E

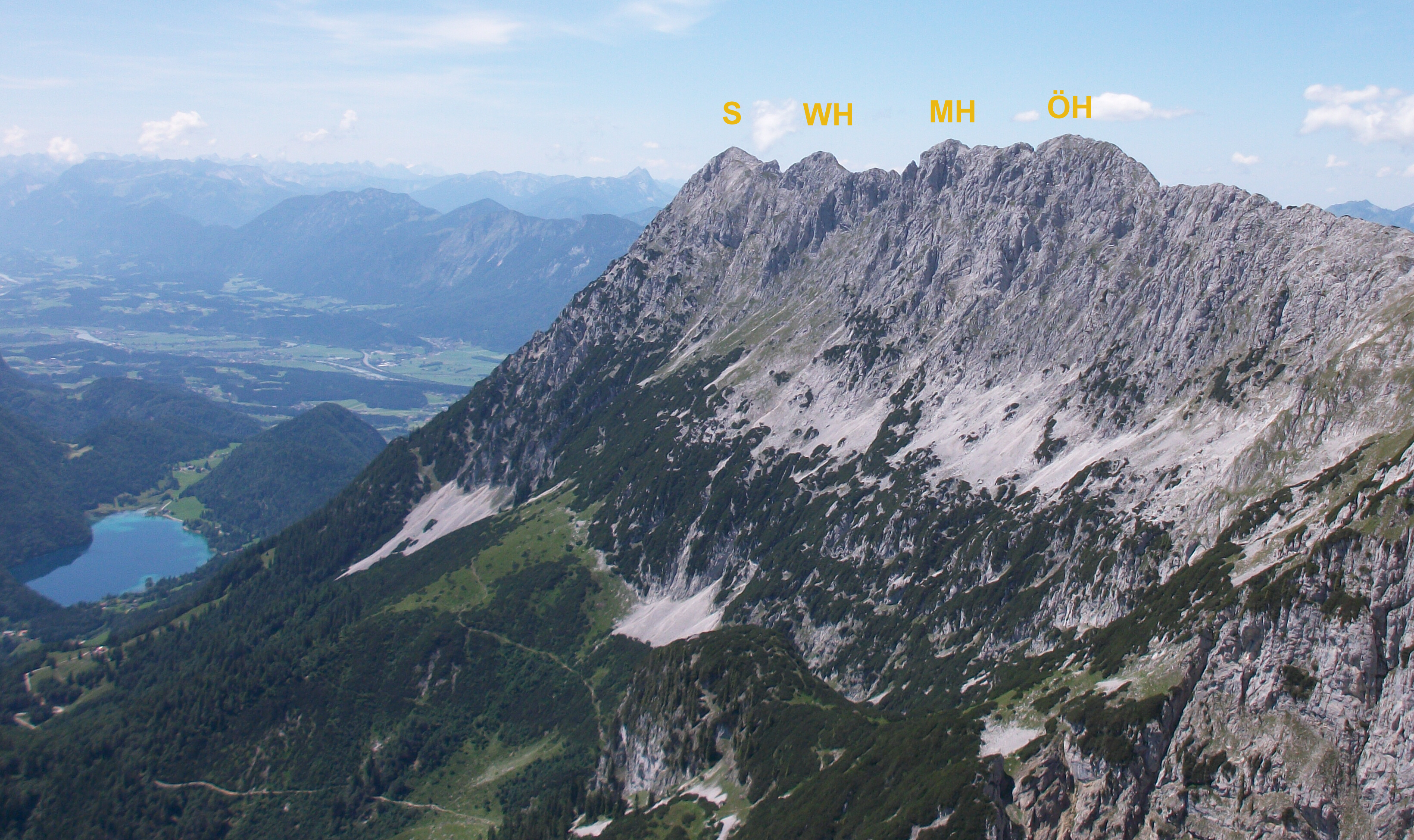

舍福爾山（德語：Scheffauer），是奧地利的山峰，位於該國西部，由蒂羅爾州負責管轄，屬於皇帝山脈的一部分，距離哈肯山0.8公里，該山峰海拔高度2,111米。